# Стара церква Святої Марії

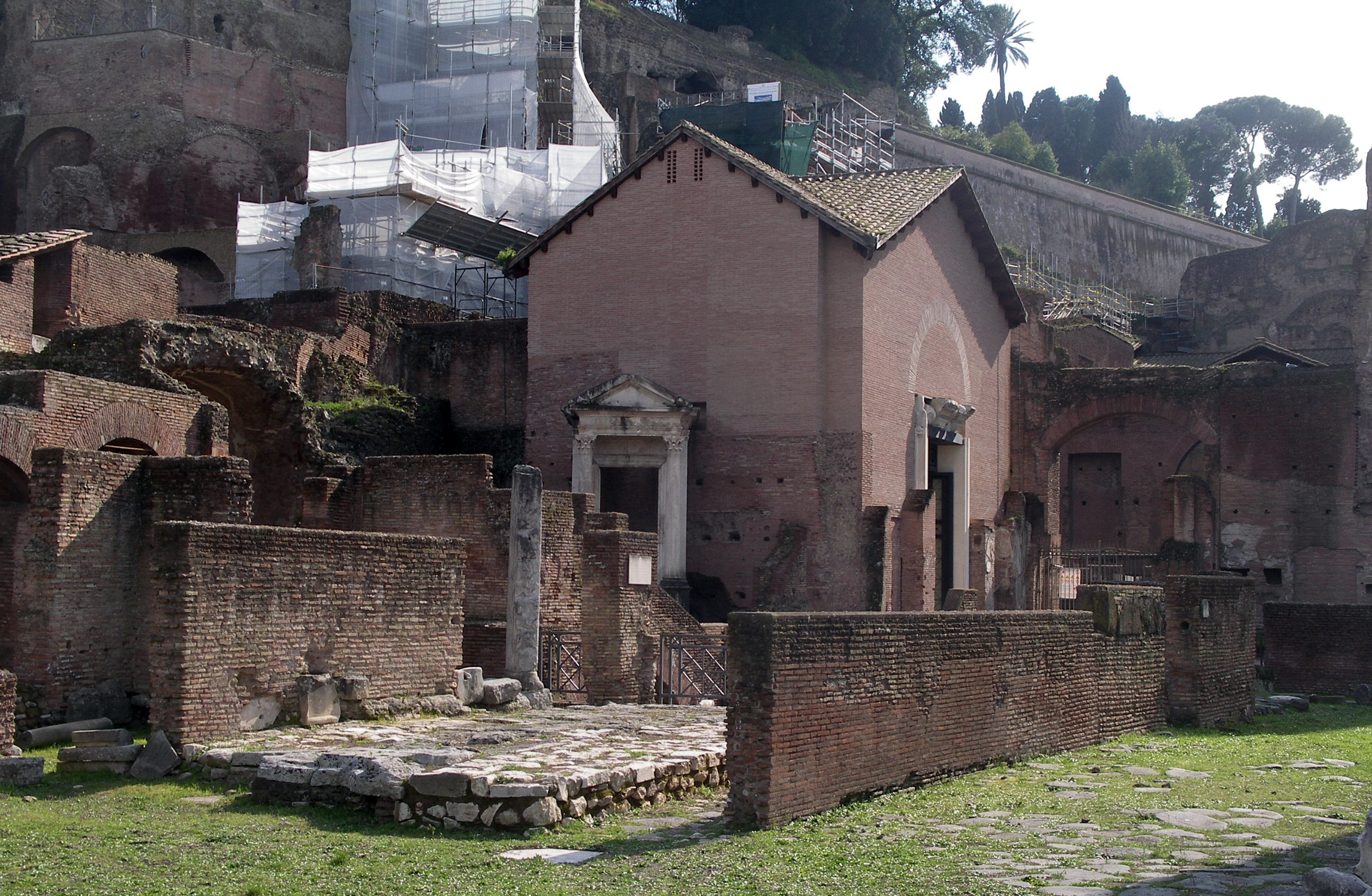
Мініатюрна Санта Марія Антиква на фоні грандіозних руїн Палатинського палацу

Стара́ це́рква Свя́тої Марії́ (італ. Chiesa di Santa Maria Antiqua) — колишня католицька церква в Італії, в Римі. Названа на честь Діви Марії. Збудована у V столітті у візантійському стилі. Розташована на південній стороні Римського форуму, у підніжжя гори Палатин. Відома унікальним ансамблем християнських фресок VIII століття, одним із найкращих у місті за ступенем повноти та збереження. Також — Церква Санта-Марія-Антиква (Антіква).

## Історія
Про існування храму вперше стало відомо у 1701 році, а перші планомірні розкопки були проведені в 1901 році під керівництвом Джакомо Боні. З тих пір фрески під дією повітря прийшли в аварійний стан і вимагають постійної уваги реставраторів. Велику частину часу церква закрита для публіки. Храм, розташований між церквами Сан Теодоро й Сорока мучеників, походить з I століття нашої ери. Спочатку був квадратний атріум, який через коридор з трьома порталами вів у внутрішній дворик, з'єднаний переходом з імператорським палацом. Приблизно це був вхід в Палатинські палати імператора Доміціана. Дещо західніше стояла величезна будівля, яка тривалий час вважалася храмом Божественного Августа. Оскільки план церкви має аналогії з бібліотеками античності, висловлюється припущення, що великий будинок, до якого вона належала, — це університет Адріана.
У середині VI ст. споруда часів Доміціана використовувалося як свого роду сторожова будка: тут ночувала охорона візантійських намісників Риму. Ближче до кінця століття вона була прибрано коринфськими колонами, прикрашена стінописом, до нього була прибудована напівкругла абсида — відтепер це була церква діви Марії. Під підставою однієї з колон археологи знайшли скарб монет із профілем Юстина II, з чого випливає, що перебудова не могла бути здійснена раніше його царювання (565—578 рр.) У папському інвентарі 635 р. будинок згадується вже як «Стара церква Святої Марії», — свідчення існування новішого храму з тим же присвятою. У середині VII ст., з ослабленням візантійського панування на заході Італії, папи римські почали думати про перенесення резиденції з окраїнного Латерана на форум, де раніше мешкали імператорські намісники. Близькість церкви діви Марії до нового папського палацу дає змогу припустити, що у свій час саме в ній знаходилася кафедра римського первосвященика. Роботи по розпису храму почалися за папи Мартина I (649—655) і досягли найбільшого розмаху в короткий понтифікат Івана VII (705—707).
Лівий боковий вівтар був прикрашений стінописом на кошти сенатора Теодота. На час проведення цих робіт вказує той факт, що портрет Григорія III після його смерті у 741 р. був замінений зображенням нового папи Захарія. Розпис абсиди припав на понтифікат Павла I (757—767), а фрески античного атріуму можуть бути віднесені до діяльності Адріана I (772—795). Цей атріум тоді був пристосований для поховання знатних містян, нерідко в пізньоантичних саркофагах з рельєфами на язичницькі теми. У той же період, мабуть, був побудований внутрішній Нартекс. Під час землетрусу 847 року Стара церква Святої Марії була похована під шаром землі, після чого її володіння, привілеї та ім'я були передані прилеглої Нової церкви Святої Марії, а про існування її попередниці просто забули. Під час землетрусу залишився незасипанним тільки атріум, який залишався у вживанні під ім'ям церкви Антонія Великого принаймні до розорення Риму норманами у 1081 р. У XVII ст. над церквою звели каплицю Святої Марії Лібератрісе, яку довелося розібрати при проведенні археологічних досліджень у 1901 р.

## Галерея

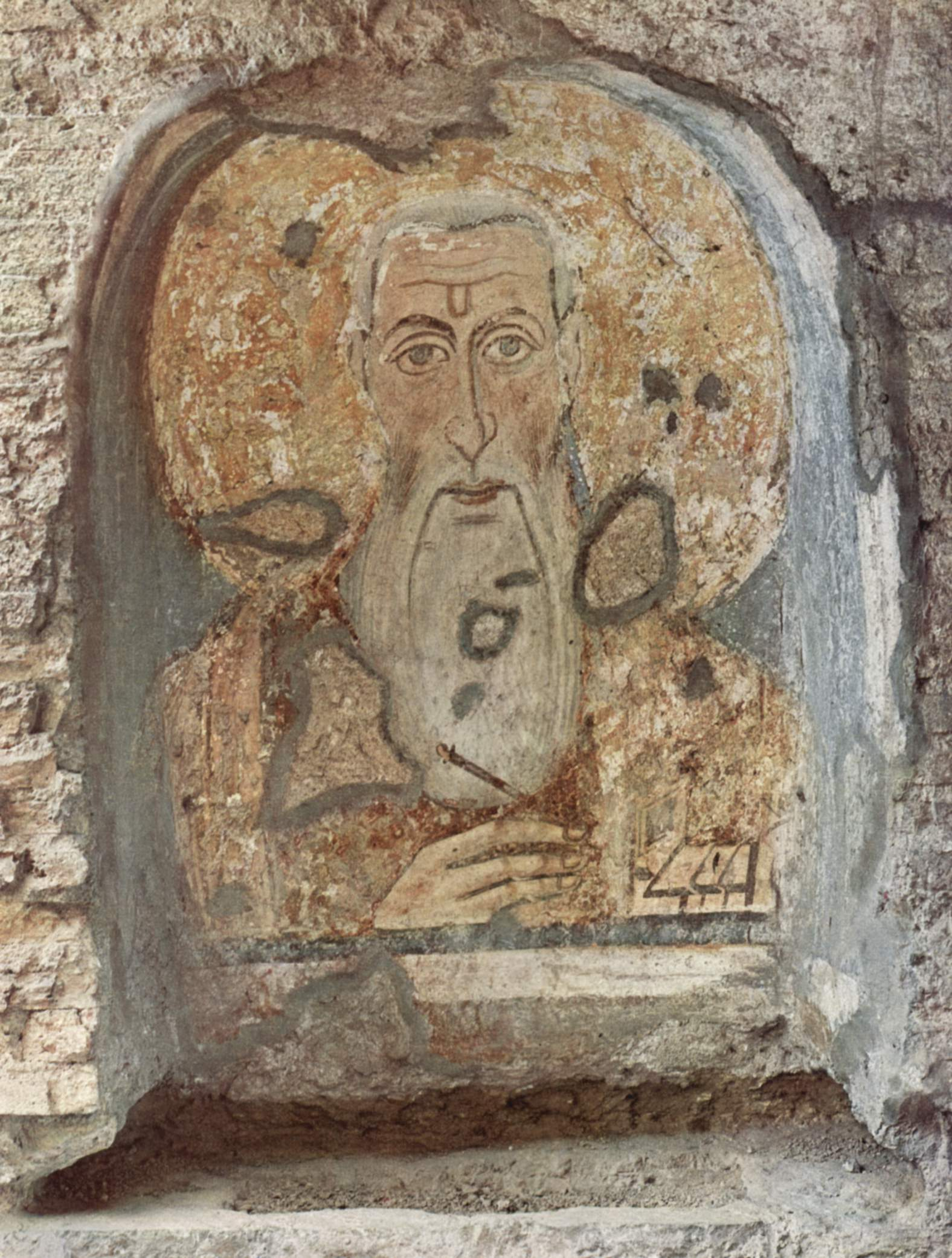
Фреска з зображенням св. Аввакіра.
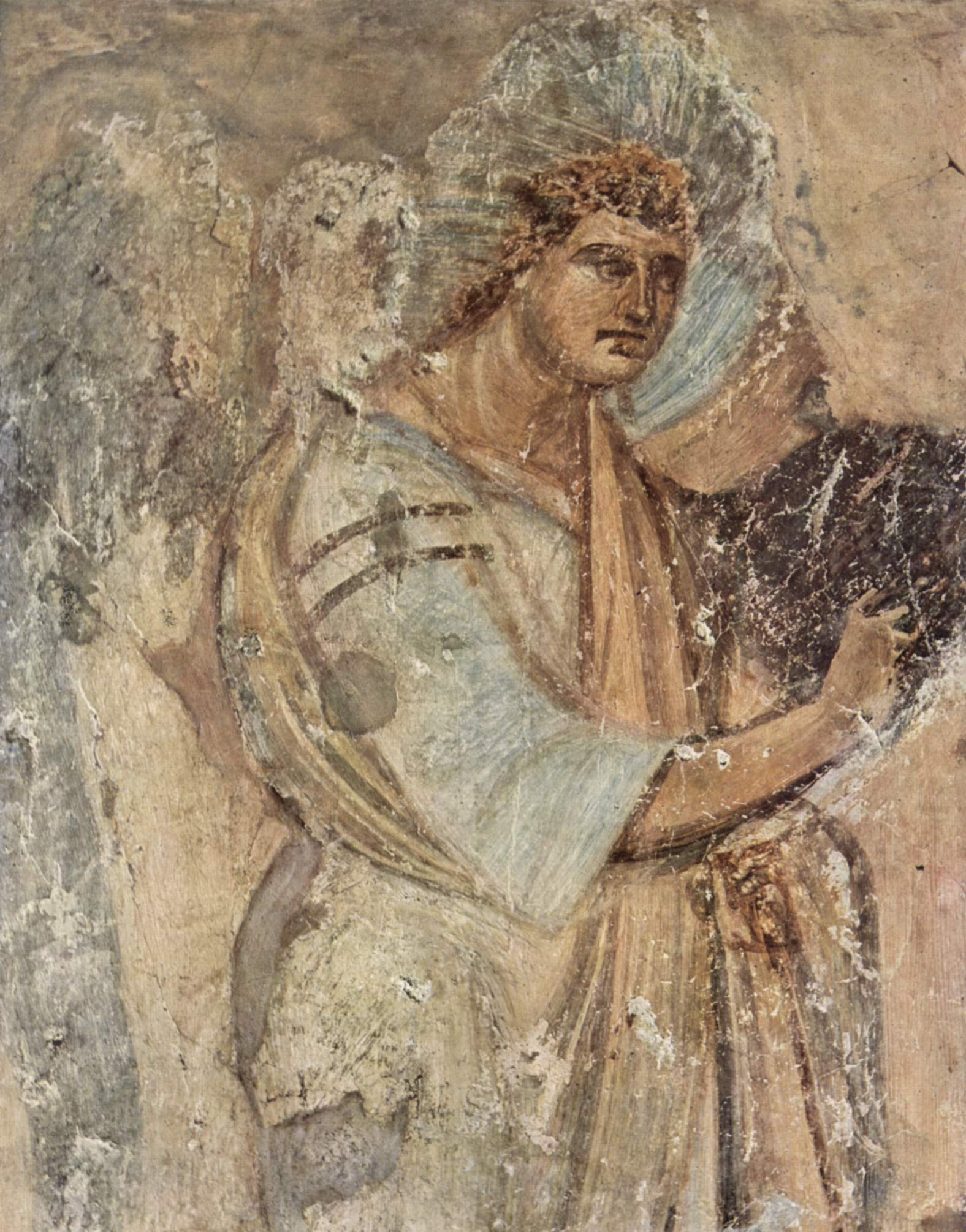
Архангел Гавриїл, фреска, бл. 565—578 рр.
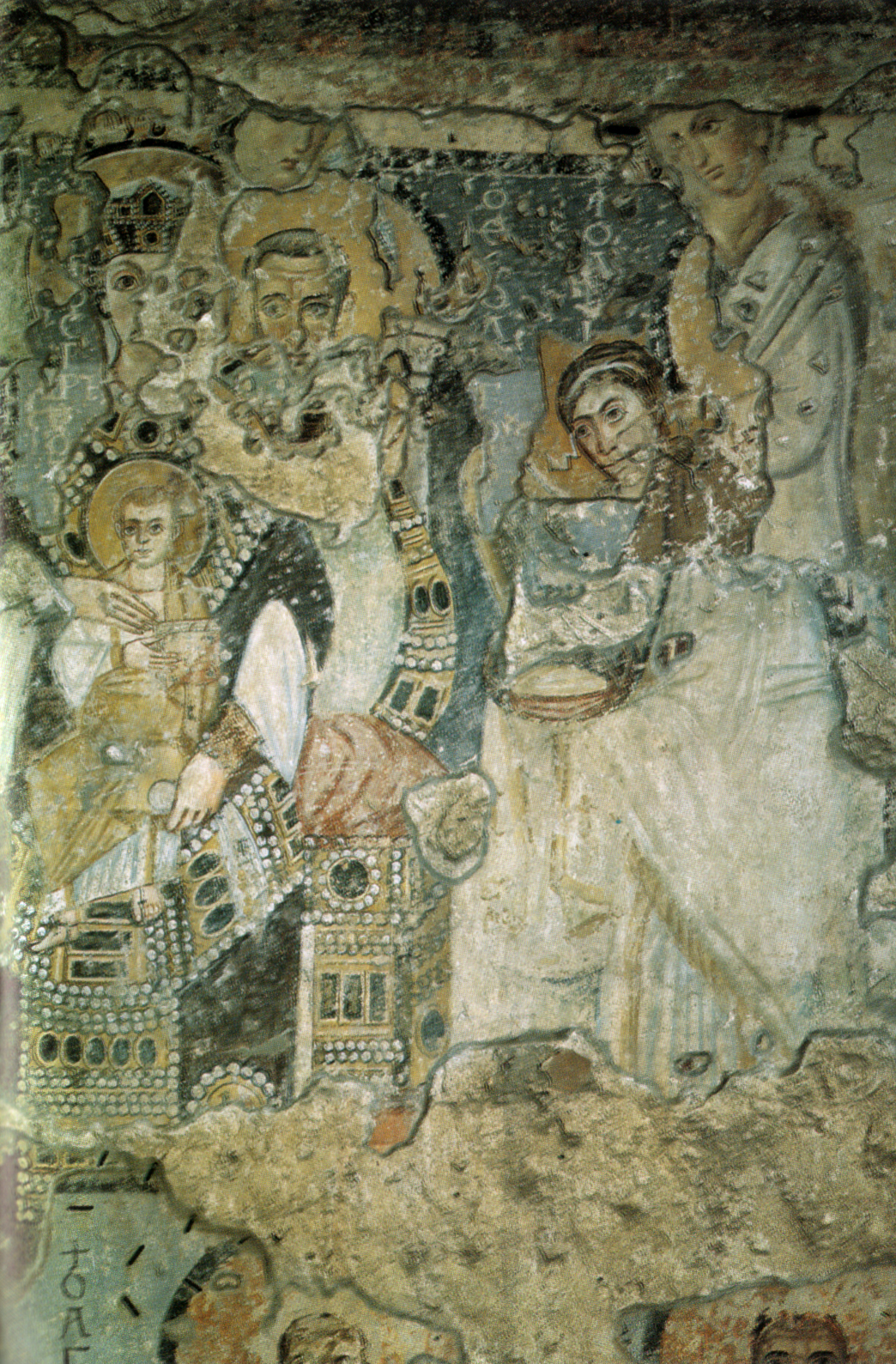
«Благовіщення», фреска, бл. 565—578 рр.
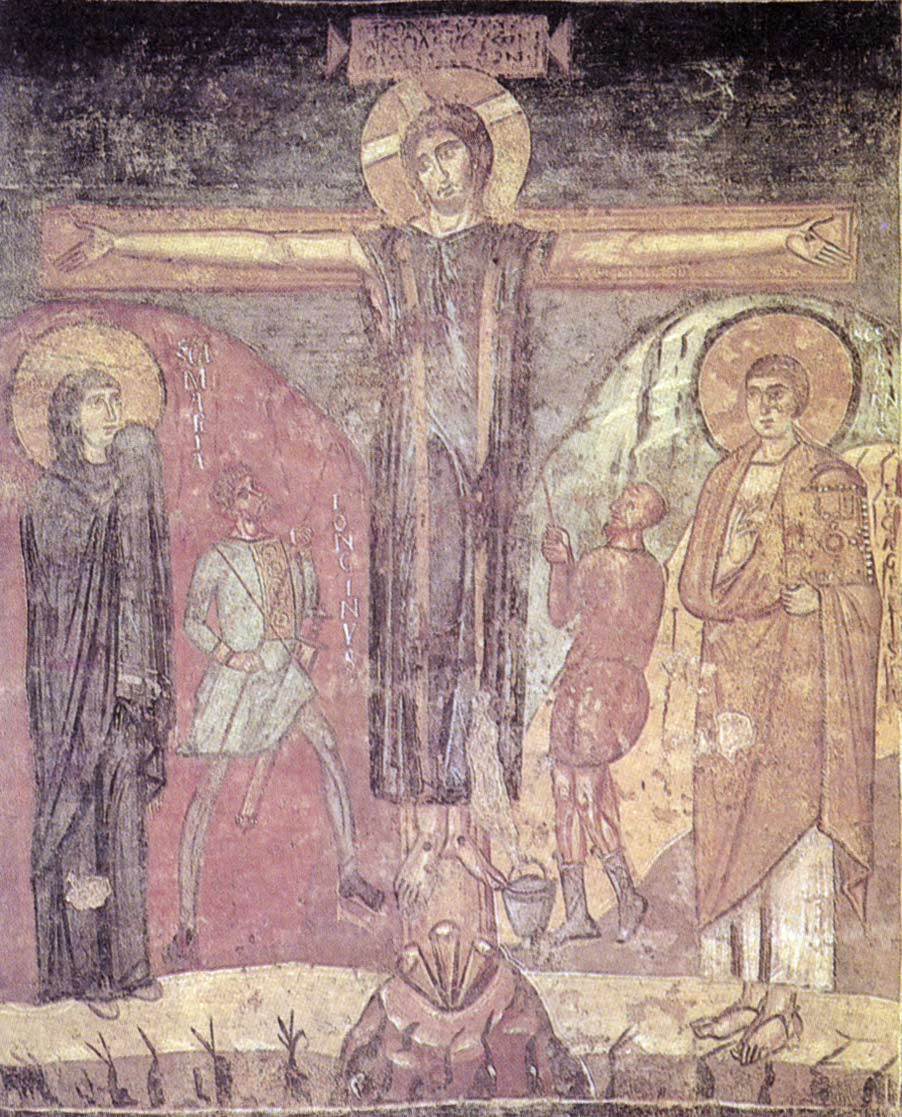
«Розпяття», фреска, бл. 741—752 рр.